# フロリダ級戦艦
フロリダ級戦艦（フロリダきゅうせんかん、Florida-class battleships）はアメリカ海軍の弩級戦艦の艦級である。アメリカ海軍において同一クラスで全て推進形式を蒸気タービン機関とし、同時に初の4軸推進を採用した初の戦艦であった。

## 概要
フロリダ級は1908年海軍整備計画においてデラウェア級戦艦の改良型として2隻の建造が議会に承認された。当初は14インチ連装砲塔4基の超弩級戦艦として計画されたが当時のアメリカの工業力では大口径砲の製造が間に合わないことが判明し、結局はデラウェア級と同等の12インチ連装砲塔5基10門を持つ弩級戦艦として設計が纏められた。だが、フロリダ級は後継艦に続く新機軸を次々と採用したエポックメイキングな艦で、副砲においては新設計の「5インチ（51口径）速射砲」をデラウェア級の14基から2門多い16門を装備した。これらの改良によりフロリダ級はデラウェア級に比て常備排水量は1,500トン増加していた。フロリダ級は1909年と1910年に相次いで2隻が就役した。また、前級において国産タービンの燃費の悪さが指摘されたため、イギリス製のパーソンズ式直結タービンを採用しアメリカ戦艦初の4軸推進戦艦となった。

## 艦形

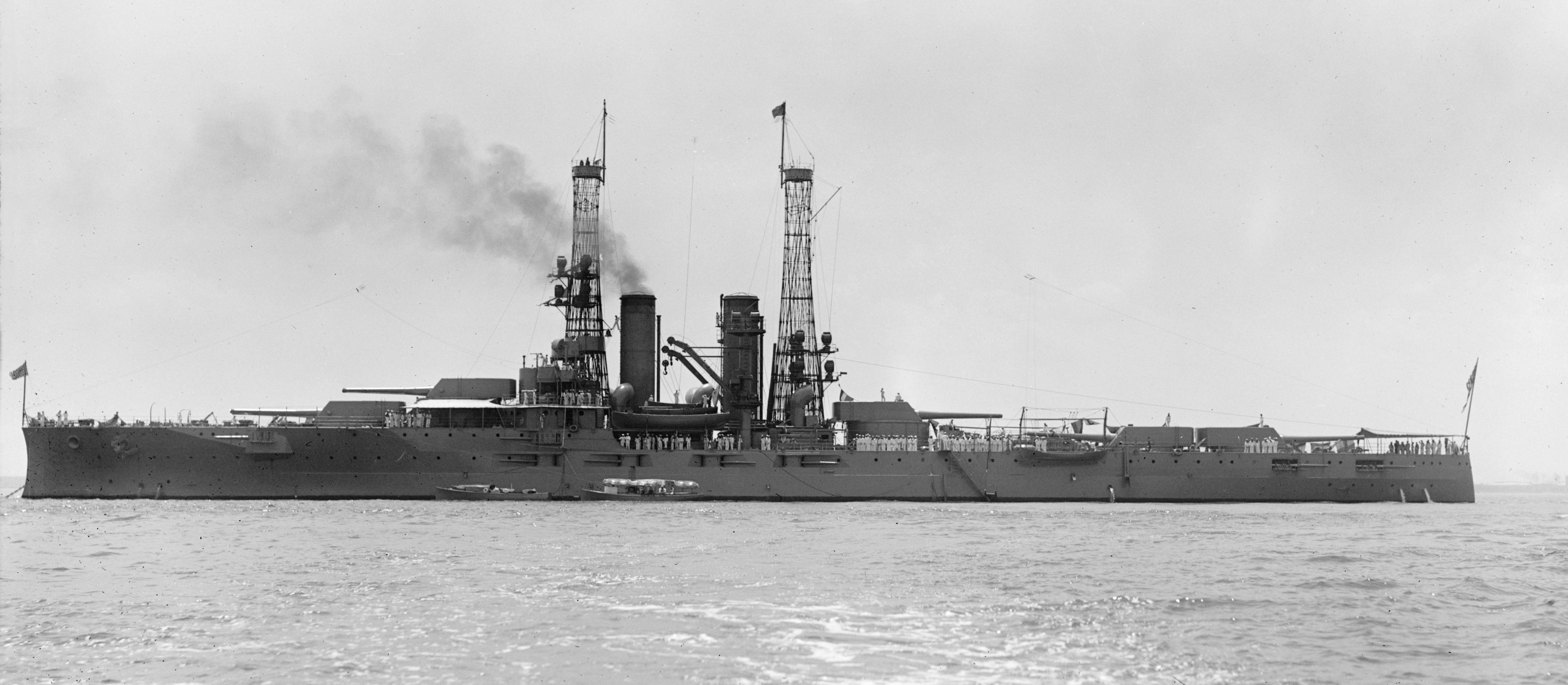
竣工時の「フロリダ」（1912年）。

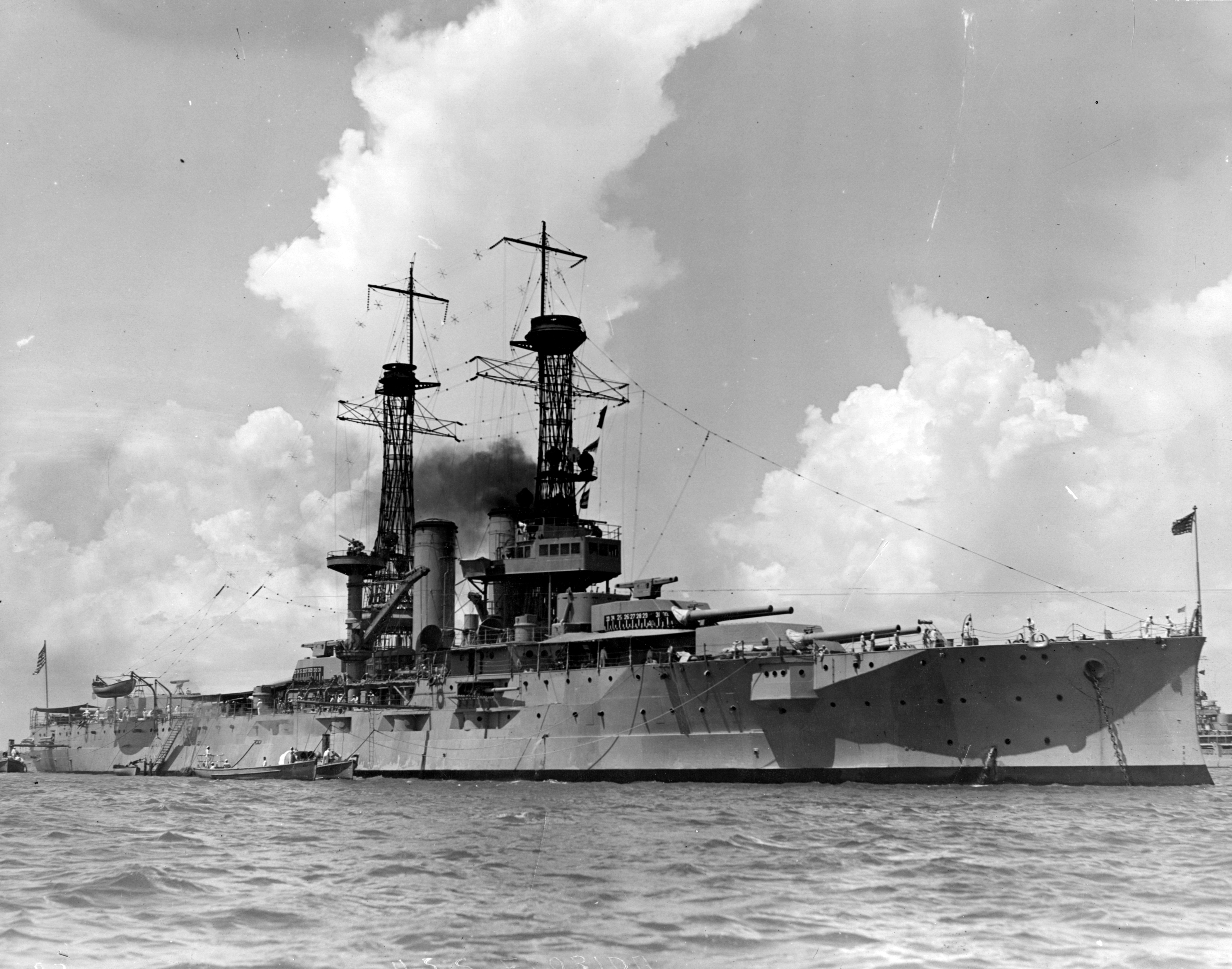
第一次改装後の「フロリダ」（1921年）。

フロリダ級の船体形状はデラウェア級に引き続き短船首楼型船体であるが、議会により艦形の大型化が認められたために全長と全幅が拡大して、前級において不満点だった艦上構造物の密集化や内部の居住区の拡大された。
艦首水面下に浮力確保用の膨らみを持つ艦首から艦首甲板上に「Mark 7 12インチ（45口径）砲」を連装砲塔に納め、1・2番主砲塔を背負い式で2基、2番主砲塔の基部から甲板よりも一段高い艦上構造物が始まり、その上に操舵装置を組み込んだ司令塔が立つ。司令塔の背後からこの当時のアメリカ海軍の大型艦の特色である籠状の前部マストが立ち、司令塔と前部マストを基部として断面図が三角形状の船橋が設けられていた。前部マストの下部に航海艦橋、頂上部露天の見張り所を持つ。前部マストの背後に2本煙突が立ち、そこから甲板一段分下がった左右舷側甲板上が艦載艇置き場となっており、艦載艇置き場の後方に左右に1基ずつ立つ探照灯台を基部とするクレーンにより運用された。2番煙突の後方に籠状の後部マストが立ち、3番主砲塔が後ろ向きに配置された。そこから甲板一段分下がった後部甲板上に4番主砲塔と5番主砲塔が背中合わせに1基ずつ配置されていた。
舷側部には「5インチ（51口径）速射砲」が重心低下を狙って1番主砲塔の側面部に独立して1基が配置されたが波浪の影響を受けやすかったので竣工後に2番主砲塔基部の側面に移設された。他に船体中央部にケースメイト（砲郭）配置で放射状に単装で5基と艦尾側に2基の片舷8基ずつ計16基を配置していた。

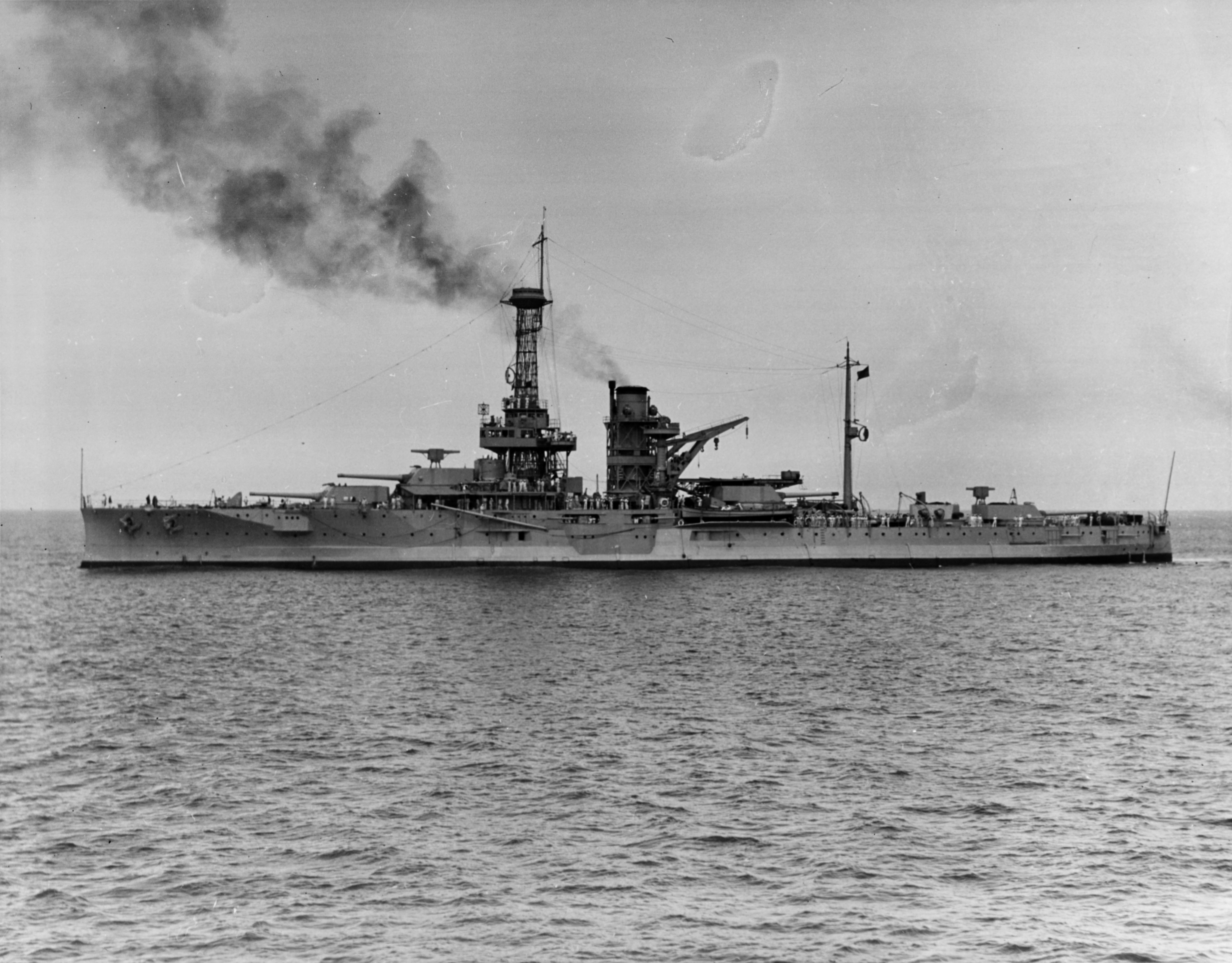
第二次改装後の「フロリダ」。

フロリダ級は第一次世界大戦後の1920年代にボストン海軍工廠で近代化改装を受けた。外観上においては、籠状の前部マストにあった航海艦橋は密閉型となり、前部マストの中段に箱型の戦闘艦橋を新設した。頂上部の見張り所は密閉型となった。
機関の換装に伴って煙突数は1本となり、籠状の後部マストは撤去され、跡地は水上機の運用スペースとなり、3番主砲塔の上にカタパルトが設置された。後部マストは3番・4番主砲塔の間に簡素な単脚式のものが移設された。
同時に新型の射撃指揮装置が艦橋上に設置され、航海艦橋の上と2番～4番主砲塔上に測距儀を搭載した。波浪の影響を受けていた舷側の副砲ケースメイト5基のうち前側の3基は閉塞され、片舷3門ずつ最上甲板上に計6門が移設された。

## 武装

### 主砲

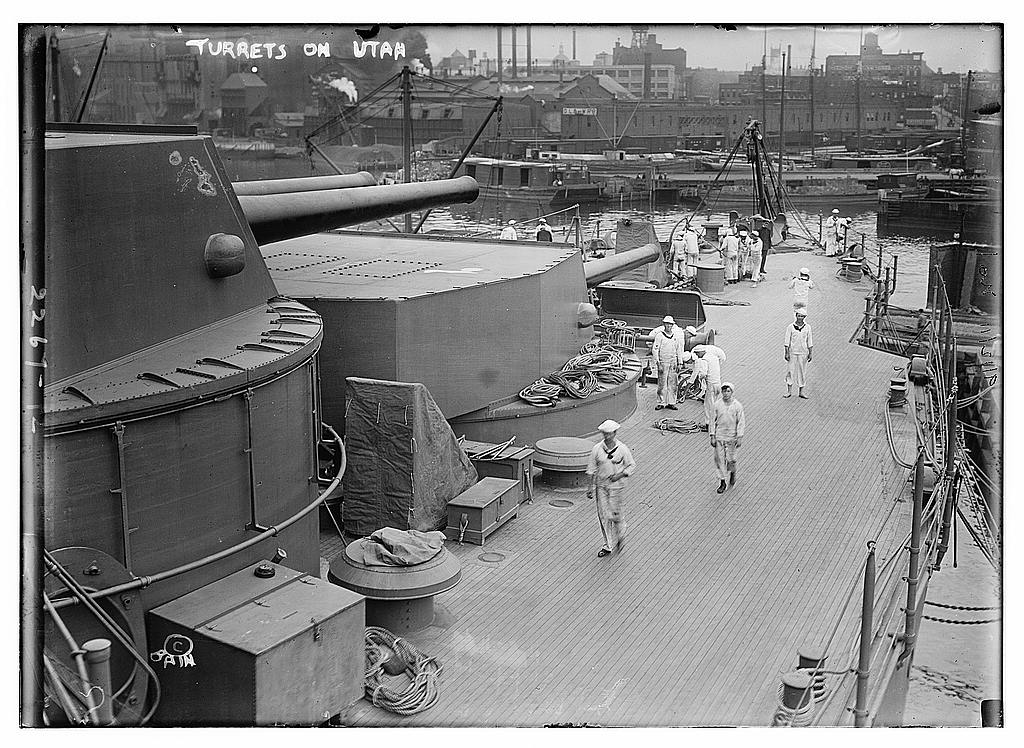
1910年代に撮られた「ユタ」の艦首主砲塔。

本級の主砲は「Mark 6 1906年型 12インチ（45口径）砲」である。その性能は重量394.6kgの砲弾を最大仰角15度で18,290 mまで届かせることが出来、射程10,920 mでハーヴェイ製装甲251 mmを貫通できる性能であったこの砲を連装砲塔に収めた。砲塔の旋回角度は船体首尾線方向を0度として左右150度の広い旋回角度を持ち、砲身の俯仰能力は仰角15度・俯角5度である。主砲身の俯仰・砲塔の旋回・砲弾の揚弾・装填は主に電力で行われ、補助に人力を必要とした。装填形式は自由角度装填で、発射速度は毎分2～3発である。
フロリダ級の主砲は軽量弾を高初速で撃ちだすために射程と威力には優れるが、斉射時には左右の砲門からの衝撃波が互いに干渉するために遠距離になるほど散布界が広がる傾向にあり、更に艦形が小型な割に重武装であったために斉射時の反動で船体が揺れて照準が狂うなどの問題もあった。更に、イギリスやフランスの同時期の戦艦に比べ、射撃指揮の研究が未熟で、射撃方位盤や測距儀など指揮装置が未装備であった。
第一次世界大戦後、ユトランド沖海戦の戦訓によりアメリカ海軍はすべての戦艦に射撃指揮装置と測距儀を装備し、本級もこれに倣ったが、時代は超弩級戦艦の時代に入っていたために、「ニューヨーク級戦艦」ら14インチ砲戦艦のように主砲塔の改造や新型重量弾の開発は行われなかった。このため、既存の主砲弾には空気抵抗を軽減し、跳弾しにくい被帽（カバー）が被せられた改造品を扱い、これを量を減じた装薬で初速を減じて撃ちだす運用に改められた。これにより威力は10,920 mで254mmを貫く威力から274mmを貫通可能となった。

### 副砲、その他備砲、雷装

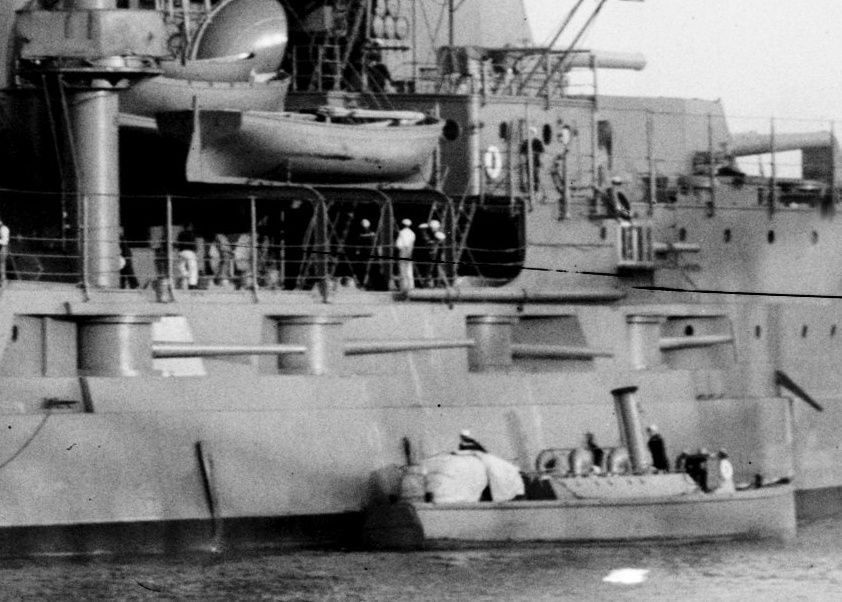
1915年に撮られた「ユタ」の舷側ケースメイト部。艦首方向（右側）に指向された「5インチ（51口径）速射砲」が見える。

副砲は前述通りに「Marks 7 1910年型 5インチ（51口径）速射砲」を採用した。その性能は重量22.7 kgの砲弾を最大仰角15度では射程14,490 mまで届かせられるこの砲を舷側ケースメイトで片舷7基ずつ計14基を搭載した。砲架の俯仰能力は仰角20度・俯角15度である、旋回角度は露天で300度、ケースメイトで最大150度の旋回角度を持つが実際は上部構造物により射界に制限を受けた。砲身の俯仰・砲塔の旋回・砲弾の揚弾・装填は主に人力を必要とした。発射速度は前型の毎分6発から毎分8～9発へと向上した。
その他に対艦用に53.3cm魚雷発射管を水線下に2門を装備した。

### 就役後の武装変換
就役後の1916年に、対空火器として「1914年型 3インチ（50口径）高角砲」が搭載された。その性能は重量5.9 kgの砲弾を最大仰角85度では射程9,270 mまで届かせられるこの砲を単装砲架で2基搭載したが1918年に4基、1919年に2基追加され計8基となった。砲架の俯仰能力は仰角85度・俯角15度である、旋回角度は露天で360度の旋回角度を持つが、ケースメイトでは旋回角に制限があった。砲身の俯仰・砲塔の旋回・砲弾の揚弾・装填は主に人力を必要とした。発射速度は毎分15～20発である。
対空練習艦となった「ユタ」は1935年に3インチ高角砲が単装砲架で8基を搭載された。その後、「5インチ（25口径）高角砲」が単装砲架で4基が追加され、1936年から1937年にかけて新開発の「1.1インチ（75口径）機関砲」が10門を搭載され、初期試験が行われた。1941年の戦没までに「5インチ（38口径）高角砲」が単装砲架で4基とヴィッカーズ 4cm（39口径）機関砲が単装砲架で8基を搭載された。

## 機関

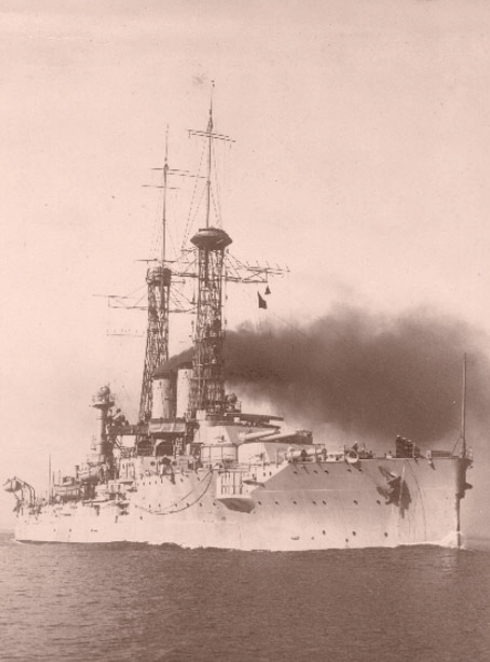
1920年代に撮られた「ユタ」。

フロリダ級はタービン機関を収めた機械室が3番主砲塔の弾薬庫と接近していたため、3番主砲塔の弾薬庫の温度上昇問題は構造的欠陥として引き継がれた。主ボイラーはバブコック・アンド・ウィルコックス式石炭専焼水管缶14基となった。推進機関はデラウェア級で採用された国産のカーチス製直結タービンの燃費の性能が悪かったため、イギリス製のパーソンズ式タービンを採用した。また船体が大型化し機関区スペースの余裕があったため、スクリュー軸当たりの負担馬力を軽減するためにタービン数を2倍として4軸推進になった。アメリカ戦艦で4軸推進を採用したのは本級が初である。具体的には推進機関としてこれを低速型タービン2基と高速型タービンを2基ずつ搭載した。これにより、最大出力28,000馬力で艦幅の増大により抵抗が増した船体でも速力20.75ノットを発揮できた。搭載燃料は石炭2,500トンと重油400トンで、航続距離は10ノットで6,860海里だった。
就役後の1920年代後半に老朽化したボイラーをホワイト・フォスター式重油専焼水管缶4基に交換し、推進機関もパーソンズ式ギヤードタービン4基4軸推進と更新され、最大出力は47,000馬力で速力は22ノットに向上した。燃料は重油に統一されて2,581トンで10ノットで16,500海里と約2倍もの航続距離を得た。

## 同型艦
| 艦名                          | 建造所               | 進水           | 就役          | 退役          | その後                          |
| ----------------------------- | -------------------- | -------------- | ------------- | ------------- | ------------------------------- |
| フロリダ (USS Florida, BB-30) | ブルックリン海軍工廠 | 1910年5月12日  | 1911年9月15日 | 1931年2月16日 | 解体                            |
| ユタ (USS Utha, BB-31)        | ニューヨーク造船所   | 1909年12月23日 | 1911年8月31日 | 1944年9月5日  | 1941年12月7日、真珠湾攻撃で沈没 |

## 艦歴

### 就役から第一次世界大戦
フロリダ級はデラウェア級と共に第一次世界大戦時にはアメリカ大西洋艦隊の主力として配備され、1917年12月以降はイギリス海軍の本国艦隊の指揮下第6戦艦戦隊に入った。大戦中は北海およびノルウェー沖の哨戒任務や船団護衛任務に就いた。この大戦間において特筆すべき戦果は挙げていない。

### 海軍休日から第二次世界大戦
フロリダ級2隻は1920年代後半にボストン海軍工廠で近代化改装が行われたが、ロンドン軍縮条約により廃艦対象となり、「フロリダ」は1932年に解体処分された。一方、「ユタ」はロンドン条約により標的艦「ユタ（AG-17 ）」(USS Utah)としての保有が認められ、ノーフォーク海軍造船所で武装と防御装甲が撤去され、無線誘導の標的艦に改装された。その後、1932年に対空射撃訓練用の練習艦へと再就役したが、第二次世界大戦中の1941年12月7日、真珠湾攻撃時に戦闘艦と間違われて航空攻撃により左舷に魚雷を受けて横転沈没した。

### 真珠湾攻撃後

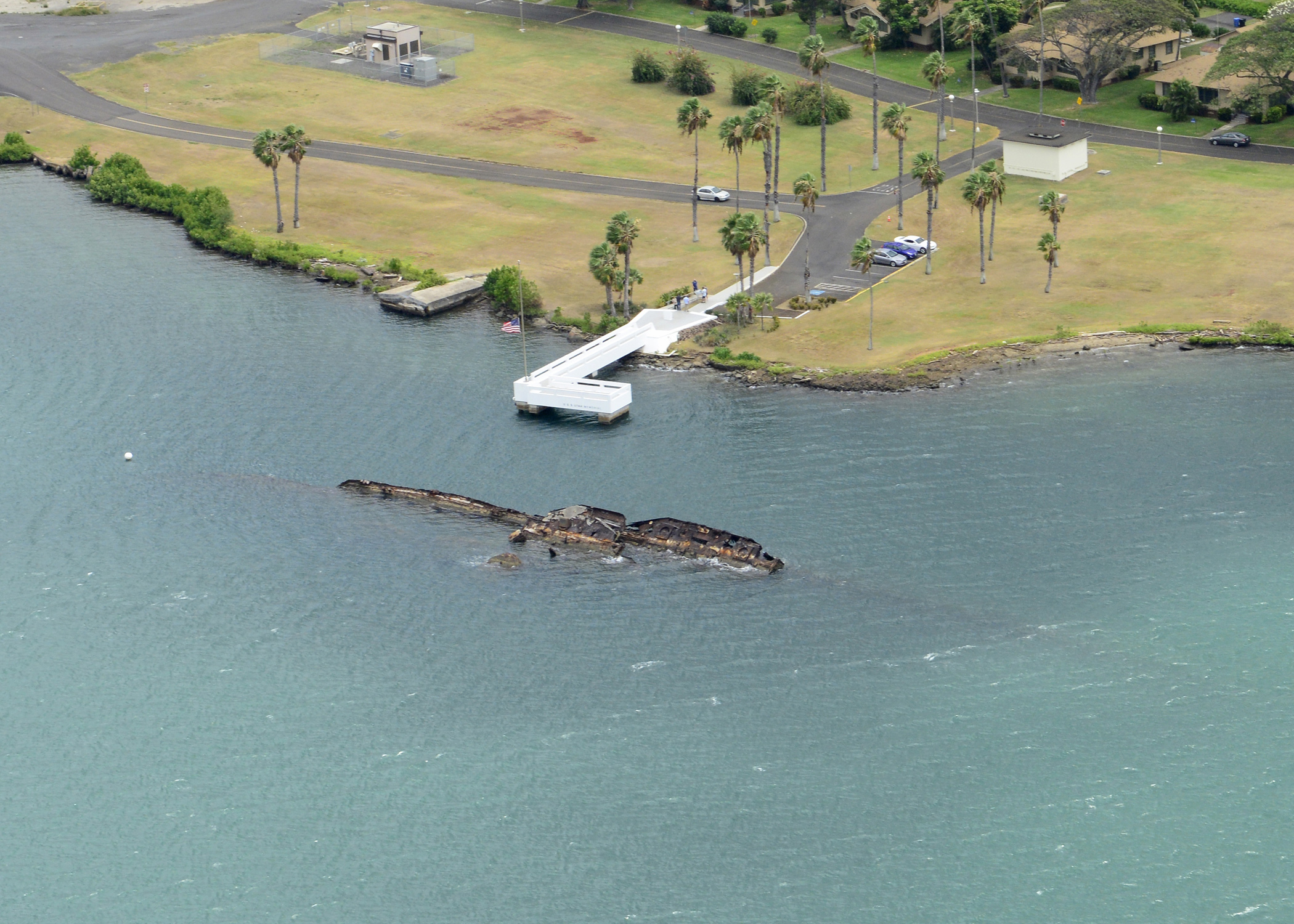
2016年現在の「ユタ」の残骸

横転した「ユタ」の右舷を17基のウインチで牽引して、転覆した船体を起す作業が1944年に試みられたが、船体は真珠湾の海底を滑って陸地側に移動するだけで、転覆した状態を復元することは出来なかった。このため復旧計画は放棄され、船体はその場所に放棄された。「ユタ」は1944年9月5日に退役し、同年11月13日に除籍された。「ユタ」の船体は遺構として現在も真珠湾に残されており、隣には記念碑が設けられている。艦内の遺体探索は本格的には実施されていないので、真珠湾攻撃後で死亡した乗員は艦内にそのまま残されており船体そのものが墓標とされている。

## 参考図書
- 「世界の艦船 増刊第22集　近代戦艦史」（海人社）
- 「世界の艦船 増刊第83集　近代戦艦史」（海人社）
- 「世界の艦船 増刊第28集　アメリカ戦艦史」（海人社）
- 海人社（編）「写真シリーズ/なつかしの艦影/その14 米戦艦「ユタ」」『世界の艦船』第254号、海人社、1978年5月、22頁。
- 「Conway All The World's Fightingships 1906–1921」（Conway）
- 「Conway All The World's Fightingships 1922-1946」（Conway）
- 「Jane's Fighting Ships Of World War I」（Jane）